# Павао Гучетић
Павао Гучетић (XVIII век) био је самоуки дубровачки сликар.

## Дело
Павао Гучетић је поседовао збирку вредних бакрореза, цртежа и слика које је сакупио путујући по Италији. Сликао је портрете, од којих је најпознатији портрет његовог пријатеља Бенедикта Стаја (1759).